# Pauxi
Pauxi je rod ptica iz porodice Cracidae, reda kokoški. Sastoji se od samo dviju vrsta crnih kopnenih ptica s ukrasnom "kacigom" na glavi. To su:
- Pauxi pauxi
- Pauxi unicornis

Obje vrste žive u Južnoj Americi. Prije je vrsta Pauxi unicornis smatrana istom vrstom kao i Pauxi pauxi. Svaka od tih dviju vrsta ima i dvije podvrste. 